# 马克特诺伊霍迪斯
马克特诺伊霍迪斯是奥地利布尔根兰州上瓦特县的一个市镇。总面积19.95平方公里，总人口739人，人口密度37.0人/平方公里（2001年）。